# Apisai Ielemia
Apisai Ielemia (19 agosto 1955 – Funafuti, 19 novembre 2018) è stato un politico tuvaluano, primo ministro dal 2006 al 2010 e parlamentare di Tuvalu.
Al parlamento rappresentava l'isola di Vaitupu.
Alle elezioni generali del 3 agosto 2006 Apisai Ielemia sconfisse il precedente primo ministro Maatia Toafa. Il nuovo governo di Apisai Ielemia fu approvato dal parlamento il 14 agosto 2006. Nel governo egli ricoprì anche la carica di ministro degli esteri.
Il 5 ottobre 2016 il presidente della Corte Suprema, Charles Sweeney, dell'Alta Corte delle Tuvalu ha dichiarato vacante il seggio parlamentare di Ielemia in quanto non qualificato per essere deputato al parlamento, il Fale i Fono, come conseguenza del breve periodo in cui il deputato dell'opposizione ha scontato la pena in carcere a seguito della sua condanna il 6 maggio 2016 presso la Magistrate's Court per accuse di abuso d'ufficio durante l'ultimo anno del suo mandato di Primo Ministro (agosto 2006-settembre 2010). L'abuso di oneri d'ufficio relativi a versamenti depositati su un conto personale della Banca Nazionale di Tuvalu. La decisione del 5 ottobre 2016 del Presidente della Corte Suprema è stata controversa in quanto sembrava contraddire la decisione del giugno 2016 del giudice Norman Franzi dell'Alta Corte di Tuvalu che aveva annullato la condanna di Ielemia e lo aveva assolto dall'abuso d'ufficio. L'appello all'Alta Corte ha ritenuto che la condanna fosse "manifestamente pericolosa", con la corte che ha annullato la pena detentiva di 12 mesi.
In una domanda di autorizzazione ad impugnare la sua sentenza, il giudice supremo Charles Sweeney ha dichiarato: "Quando l'On. Apisai Ielemia ha iniziato a scontare la sua pena il 6 maggio 2016, è diventato una persona che è stata poi squalificata dall'essere eletto come membro del Parlamento”. Il giudice ha precisato che se Ielemia, nell'ambito del suo ricorso, avesse chiesto "l'ordinanza di sospensione della pena detentiva [prima] che iniziasse a scontarla", allora il suo posto non sarebbe divenuto vacante, non essendo stato imprigionato.